# Modern Life Is Rubbish
Modern Life Is Rubbish je druhé album anglické skupiny Blur, které vyšlo v roce 1993. Album obsahuje mnoho úspěšných písní, tou nejznámější je For Tomorrow nebo Chemical World.

## Informace o albu
Toto album se označuje za první Britpopové album historie a v žebříčku NME's se umístilo v anketě o nejlepší album všech dob na šestém místě.
Po úspěchu prvního alba Leisure se skupina vydala na turné po Americe, kde podporovali jejich album, ale byli velmi deprimováni tím, co v Americe viděli a po návratu domů měli v úmyslu napsat na album písně proti americké kultuře a chtěli jej pojmenovat Blur vs. America.

## Seznam písní
1. "For Tomorrow" – 4:18
2. "Advert" – 3:43
3. "Colin Zeal" – 3:14
4. "Pressure on Julian" – 3:30
5. "Star Shaped" – 3:25
6. "Blue Jeans" – 3:53
7. "Chemical World" – 4:02
8. "Intermission" – 2:27
9. "Sunday Sunday" – 2:36
10. "Oily Water" – 4:59
11. "Miss America" – 5:34
12. "Villa Rosie" – 3:54
13. "Coping" – 3:23
14. "Turn It Up" – 3:21
15. "Resigned" – 5:13
16. "Commercial Break" – 0:56

## Umístění
| Hitparáda      | Umístění |
| -------------- | -------- |
| Velká Británie | 15       |